# Bagsværd Skole
Bagsværd Skole er en kommuneskole på Bagsværd Hovedgade 62, 2880 Bagsværd. 
Skolen er nyopført i 2013, på adressen hvor Søndergård Skole lå fra 1969 til 2009. Den gamle Bagsværd Skole, som lå på Bagsværd Hovedgade 157 blev opført i 1906 og lukket i 2013.

## Ekstern henvisning
- Skolens hjemmeside

| Skole | Spire Denne artikel om en skole, en uddannelsesinstitution eller uddannelse er en spire som bør udbygges. Du er velkommen til at hjælpe Wikipedia ved at udvide den. |

55°45′35.7536″N 12°27′44.6862″Ø / 55.759931556°N 12.462412833°Ø